# Niévès
Pour les articles homonymes, voir Nieves (homonymie).
Niévès (en anglais : Nevis) est une île des Petites Antilles, dans la région des Caraïbes, la plus petite terre de la fédération qu'elle forme avec l'île Saint-Christophe pour constituer l'État de Saint-Christophe-et-Niévès.

## Géographie

### Position, superficie et frontières maritimes
L'île de Niévès est un territoire de l'hémisphère nord situé dans l'archipel des Caraïbes (ou Antilles), entre le tropique du Cancer et l'équateur. Elle se trouve dans le nord des Petites Antilles, baignée par la mer des Caraïbes, et entourée par Saint-Christophe (l'autre île de la fédération), Montserrat et Redonda. Niévès est précisément située à 17° 09' 04" Nord soit à peu la même longitude que le Venezuela et la province canadienne de Nouvelle-Écosse, et à 62° 35' 10" Ouest soit à peu près la même latitude que le Belize et le Cap-Vert.
Sa superficie est de 93 km2 et, conjointement avec l'île de Saint-Christophe, l'île partage des frontières maritimes avec Antigua-et-Barbuda à l'est et au sud-est, le Royaume-Uni via l'île de Montserrat au sud-est, les Pays-Bas via l'île de Saint-Eustache au sud-ouest et à l'ouest, et la France via l'île de Saint-Barthélemy au nord.

#### Territoires limitrophes
| Îles Vierges britanniques, à 255 km Saint-Christophe (île), 20 km | Bermudes, à km      | Barbuda, à 100 km   |
| Belize, à 2 712 km                                                | Niévès              | Antigua, à 82 km    |
| Panama, à 2 040 km                                                | Venezuela, à 710 km | Montserrat, à 65 km |

### Topographie

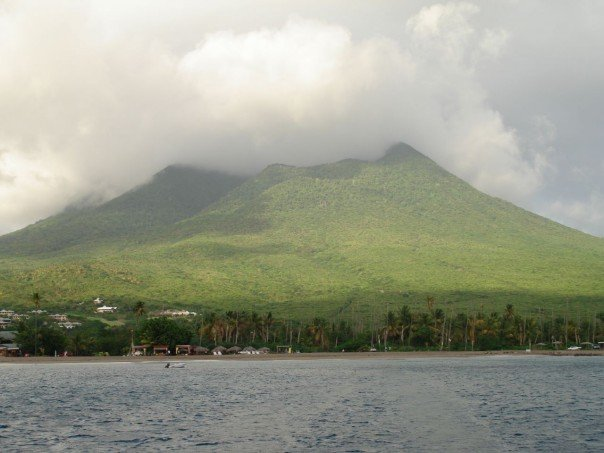
Nevis Peak, point culminant de l'île.

C'est une île d'origine volcanique, culminant à 985 m d'altitude au Nevis Peak, dont l'activité se résume à des sources d'eau sulfureuse.

### Climat et risques naturels
Le climat est de type tropical et l'île est également exposée aux cyclones tropicaux, aux séismes, au volcanisme et aux tsunamis.

### Géographie humaine
Les villes principales de Niévès sont Charlestown et  New Castle.

## Histoire

Drapeau de Niévès.

Au cours de son deuxième voyage, en 1498, Christophe Colomb découvre l'île, qu'il baptise Nieves (dont la prononciation espagnole correspond à l'orthographe « Niévès » (avec prononciation du 's'), d'où ce nom en français) en référence à Nuestra Señora de las Nieves (« Notre-Dame des Neiges » en espagnol). Par la suite, les colons anglais la nomment par phonétisme Nevis.
L'amiral britannique Horatio Nelson, qui devint un héros national après sa victoire, en 1805, sur la flotte franco-espagnole à Trafalgar, où il perdit la vie, y a stationné vingt ans plus tôt alors qu'il commandait le  HMS Boreas (en). Il y a rencontré son épouse Frances Nisbet.
Lorsque Saint-Christophe-et-Niévès accède à l'indépendance vis-à-vis du Royaume-Uni en 1983, le pays se constitue en fédération et Niévès est doté d'un gouvernement autonome. Simeon Daniel est le premier à prendre la tête du gouvernement de Niévès.

## Démographie
La population de Niévès est d'environ 12 000 habitants.

## Économie
Le coprah, le tourisme (monuments, thermalisme, etc) et surtout l'incorporation de sociétés extraterritoriales (sociétés offshore) constituent les principales ressources de l'île. Aussi, l'île est considérée comme un paradis fiscal.

### Tourisme
- Charlestown : dominée par le fort Charles Nevis, la ville, typiquement anglo-saxonne, déploie son architecture géorgienne autour de la place du Mémorial.
- Le Musée d'histoire de Niévès de Charlestown retrace la fortune de l'île, connue comme « la reine des Caraïbes » pour la richesse de ses plantations.
- Le Village historique névicien de Gingerland permet de déambuler au sein d'une reconstitution d'habitats traditionnels névicien.
- Le Musée Horatio Nelson de Charlestown, compilant des reliques et des artefacts de l'amiral Horatio Nelson.
- La Maison Hamilton de Charlestown à Charlestown, lieu de naissance d'Alexander Hamilton.
- Le Fort Charles, qui fonctionna du milieu du XVIIe siècle au milieu du XIXe siècle et qui permit la défense de Niévès.
- Le Fort Codrington, construit pendant la guerre de neuf ans pour protéger Niévès des attaques françaises, des pirates et des corsaires.
- The Bath House, le premier hôtel des Caraïbes, bâti en 1778 et réputé à l'époque pour ses bains d'eaux sulfureuses.
- Les ruines du cimetière juif, dont la plus vieille tombe, datant de 1684, rappelle qu'au XVIIe siècle, 25 % de la population était ici de confession juive.
- Les Jardins botaniques de Niévès  à Pond Hill, un conservatoire de la forêt tropicale et des plus belles fleurs (anthuriums, balisiers, roses de porcelaine, etc.).
- Le Domaine Montravers Charlestown, datant du début du XIXe siècle mais dont il ne reste aujourd'hui que des ruines.
- Le Domaine Golden Rock à Gingerland, autrefois une plantation de canne à sucre et aujourd'hui un hôtel de luxe.
- L'église méthodiste à Charlestown, une des plus grandes églises de Niévès pouvant accueillir jusqu'à 1 500 fidèles
- L'église Saint-Jacques à Camps
- L'église Saint-Paul à Charlestown, construite vers 1830 et est généralement considérée comme une des cinq premières églises de Niévès
- L'église Saint-Jean-du-Figuier à Church Ground
- L'église méthodiste à Gingerland, inaugurée en 1801 puis reconstruite dans les années 1930.
- L'église Cottle à Rawlins
- L'église Saint-Thomas à Jessup's Village